# Karl Storz Endoskope
Pour les articles homonymes, voir Storz.
Karl Storz Endoskope est une entreprise allemande fondée en 1945, fabriquant du matériel médical destiné à l'endoscopie en médecine humaine et vétérinaire, ainsi que dans le domaine industriel.

## Histoire
La société a été fondée par l'Allemand Karl Storz en 1945, à Tuttlingen, et fabriquait initialement du matériel ORL. L'activité d'endoscopie a été particulièrement développée à partir de 1960 avec l'utilisation de fibres optiques acheminant la lumière depuis une source externe, dite « source de lumière froide », au lieu d'un éclairage par une ampoule intégrée au système,. Une autre innovation fut l'utilisation de nouvelles lentilles permettant une meilleure transmission de la lumière et une meilleure qualité d'image, d'après les recherches du physicien anglais Harold Hopkins.
Dans cette période d'après-guerre, la société Storz domine le marché mondial de l'endoscopie, avec une autre société allemande, Richard Wolf, accordant une grande importance à la recherche et au développement.
À la mort du fondateur Karl Storz en 1996, sa fille Sybill Storz a pris la direction de l'entreprise.